# Seleção de Taipé Chinês de Futsal Masculino
A Seleção Taipé Chinês de Futsal representa a República da China (Taiwan) em competições internacionais de futsal.

## Melhores Classificações
- Copa do Mundo de Futsal da FIFA - 16º lugar em 2004
- Campeonato Asiático de Futsal - 8º lugar em 2003